# Halfing
Halfing è un comune tedesco di 2 720 abitanti, situato nel land della Baviera.